# 표준 동적 범위 비디오
표준 동적 범위 비디오(Standard-dynamic-range video) 또는 SDR 비디오는 브라운관(CRT) 디스플레이의 명도, 대비 및 색 특성과 한계에 기반하여 빛의 강도를 나타내는 비디오 기술이다. SDR 비디오는 최대 휘도 약 100 cd/m2, 검은색 레벨 약 0.1 cd/m2, Rec.709 / sRGB 색역으로 비디오나 사진의 색상을 표현할 수 있다. 감마 곡선을 광전송 함수로 사용한다.
최초의 CRT 텔레비전 수상기는 1934년에 제조되었고, 최초의 컬러 CRT 텔레비전 수상기는 1954년에 제조되었다. "표준 동적 범위 비디오"라는 용어는 2010년대에 SDR의 한계를 극복하기 위해 개발된 새로운 기술인 높은 동적 범위 비디오(HDR 비디오)와 SDR 비디오를 구별하기 위해 채택되었다.

## 기술적 세부 사항

### 전송 함수
재래식 감마 곡선:
- 광전송 함수 (OETF):
  - Rec. 601 (아날로그 비디오 신호를 SD-TV 디지털 영상 형태로)[7][8]
  - Rec. 709 (HD-TV)[8]
  - Rec. 2020 (UHD-TV)
  - sRGB
- 전기 광 전송 함수 (EOTF):
  - ITU-R BT.1886 (SDR-TV)[3]
  - sRGB (모니터, 프린터, 월드 와이드 웹)[9]

재래식 감마 곡선의 선형 부분은 저조도 비디오에서 카메라 노이즈를 제한하는 데 사용되었지만 높은 동적 범위(HDR) 카메라에서는 더 이상 필요하지 않다. 재래식 감마 곡선의 예는 Rec. 601이다.
{\displaystyle E={\begin{cases}4.500L&L<0.018\\1.099L^{0.45}-0.099&L\geq 0.018\end{cases}}}
ITU-R 권고 BT.1886은 SDR의 참조 EOTF를 설명한다. 이는 비디오 신호에 대한 CRT의 반응을 나타내는 감마 곡선이다. 2011년에 ITU에서 발표했다.
베버의 법칙에 더 가까운 전송 함수는 재래식 감마 곡선보다 동일한 비트 깊이에서 더 큰 동적 범위를 허용한다. HDR 표준인 하이브리드 로그 감마(HLG) 및 SMPTE ST 2084는 다른 전송 함수를 사용하여 더 큰 동적 범위를 허용한다. HLG는 SDR 디스플레이와 호환된다.

### 색역

Rec. 709 색역.

경우에 따라 SDR이라는 용어는 표준 색역(즉, Rec. 709 / sRGB 원색 포함)을 의미하는 데 사용되기도 한다. HDR은 넓은 색역(WCG)인 Rec. 2020 또는 DCI-P3 원색을 사용한다.

### 동적 범위
단일 이미지에서 인간의 눈으로 인지할 수 있는 동적 범위는 약 14 스톱이다. 재래식 감마 곡선과 샘플당 8비트의 비트 깊이를 가진 SDR 비디오는 5%의 휘도 양자화 임계값을 사용한다고 가정할 때 약 6스톱의 동적 범위를 가진다. (표준 2% 임계값 대신) 5% 임계값을 사용하는 이유는 일반적인 디스플레이가 이상적인 상태보다 어둡기 때문이다. 샘플당 10비트의 비트 깊이를 가진 전문가용 SDR 비디오는 약 10스톱의 동적 범위를 가진다.

## 최신 디스플레이에서 SDR 비디오 표시
재래식 감마 곡선은 저조도에 유용하고 CRT 디스플레이와 호환되지만, 제한된 동적 범위만 표현할 수 있다. 표준에 따르면 SDR은 CRT와 동일한 특성(즉, 100 니트 최고 명도, 감마 곡선, Rec. 709 원색)을 가진 디스플레이에서 보아야 한다. 그러나 현재 디스플레이는 종종 CRT의 한계보다 훨씬 더 많은 기능을 제공한다. 이러한 디스플레이에서는 SDR 영상을 조정하고 개선하려고 시도하여 더 높은 밝기와 더 넓은 색역을 표시할 수 있다. 그러나 창의적인 의도를 보존하려면 HDR이 필요하다.